# 卡索迪 (堪薩斯州)
卡索迪（英語：Cassoday）是一個位於美國堪薩斯州巴特勒縣的城市。

## 地方資料
根據2020年美國人口普查的數據，卡索迪的面積為0.88平方千米，當中陸地面積為0.88平方千米，而水域面積為0.00平方千米。當地共有人口113人，而人口密度為每平方千米128.41人。